# 太正浪漫街道 新章
『太正浪漫街道 新章』（たいしょうろまんかいどう・しんしょう）は、金子良馬・執筆、森田直樹・監修の週刊連載小説である。サクラ大戦シリーズの一作品。

## 概要
本作は『サクラ大戦』の原案・設定本人が書き、監修したスピンオフ作品であり、サクラ大戦シリーズを補完する設定情報と『サクラ大戦2 〜君、死にたもうことなかれ〜』の裏エピソード、太正という架空過去への考察を含む。レッド・エンタテインメントの旧・公式ウェブサイト「龍星座」に2001年1月から12月まで掲載されていた。なお「龍星座」は2008年頃に閉鎖されており、自動収集型キャッシュの該当ページが検索にヒットする状態である。今のところ元のデータを閲覧する手段はこれのみとなる。
現実世界の大正時代の風俗を感じさせる「太正」時代を舞台としており、『サクラ大戦2 〜君、死にたもうことなかれ〜』第一話「花萌える帝都」の3か月前（大神の海外演習中・帰国前）から第九話「劇場のメリークリスマス」（帝劇クリスマス公演の直前）までの時期に該当する。

## ストーリー
太正十四年、２年前の帝都崩壊からの復興が進む中、伝奇小説『サクラ大戦』の作者・鈴野十浪は『帝劇花組　新春歌謡ショウ』上演後の大帝国劇場のロビーで巫女姿の少女・星野道香と、黒子姿の少年・甍翔太に出会い、身辺の危機を知らされる。図らずも鈴野は、帝国華撃団の総司令・米田一基が推進する「草の根帝都防衛計画」と、陸軍大臣・京極慶吾を中心とする”軍部による国家統治”を目指す勢力の台頭、そして京極が陰で進める異能者集団・黒鬼会による破壊活動の渦の中に巻き込まれていく。しかし、それは星野道香ら霊力部隊夢組の少女たちの悲しい宿命の戦いでもあった。

## 登場人物
鈴野 十浪（すずの じゅうろう）
本編の語り手の一人。小説家。伝奇小説『サクラ大戦』の作者。大江戸大空洞をモデルとする作品を書いたことから、国家機密をめぐる陸軍と帝国華撃団の密かな争いに一石を投ずることになる。
吉田 良馬（よしだ りょうま）
本編の語り手の一人。少年冒険雑誌に原作をもっている作家。鈴野十浪を恩師と仰いでいる。新型人型蒸気（輸送）計画には結婚５年目の妻と共に関わることになる。実は、元人型蒸気技師の金子良馬。
二階堂 茜（にかいどう あかね）
本編の語り手の一人。鈴野十浪の姪。大帝国劇場の食堂勤務。帝撃の正体については何も知らない。
大河原 一美（おおがわら かずみ）
本編の語り手の一人。帝都の探偵〈テイタン〉。元・陸軍特別検閲官。
有田 勇助
本編の語り手の一人。私立探偵。藤枝かえでを脅迫する。有田すずの兄。

### 帝国華撃団（帝撃）
星野 道香（ほしの みちか）
帝撃夢組のホープ。北多摩にある氷川神社宮司の娘。若年ながら高い霊力・霊格をもつ。”無二の笑顔”の持ち主。
甍 翔太（いらか しょうた）
本編の語り手の一人。帝撃月組のホープ。もと北多摩の悪ガキ。道香を追って帝撃に入った。新入りながら加山隊長にも信が厚い”忍び”。
後藤 菊花（ごとう きくか）
自他共に認める帝撃夢組のエース。深川名門寺院の息女。”触れるもの皆切り裂くほど”の強い霊力と高いプライドをもち、”深川一文字の菊花”と称される。
加山 雄一（かやま ゆういち）
隠密部隊・帝撃月組隊長。海軍少尉。嫌味の無い好青年。本編では鈴野、道香、翔太らの後見的立場をとり、神出鬼没で、いつも楽器を演奏しつつ現れる。
有田 すず
帝撃夢組、東區三班所属。南足立郡の神社宮司の娘。
中野 マキ子
帝撃夢組、東區三班所属。同班のリーダー的存在。向島のお転婆娘。
カテリーナ 西条
シスター。帝撃夢組・帝都東區の世話見役。ロシア正教会の宣教師ニコライが開いた女子神学校教師。同校の第１期卒業生でもある。
真宮寺 さくら（しんぐうじ さくら）
大帝国劇場のスタアであり、霊力戦士。帝国華撃団花組のメンバー。東北線で野々村春香と行動中に吉田良馬に出会いキネマトロンを修理してもらう。
桐島 カンナ（きりしま かんな）
大帝国劇場のスタアであり、霊力戦士。帝国華撃団花組のメンバー。組手の相手である甍翔太に沖縄に一時帰京することを打ち明ける。
李紅蘭（り こうらん）
大帝国劇場のスタアであり、霊力戦士。帝国華撃団花組のメンバー。花やしきにおける井村検閲官撃退作戦の指揮を執る。
アイリス
大帝国劇場のスタアであり、霊力戦士。帝国華撃団花組のメンバー。屈託のない太陽のような笑顔で皆の視線を集める１２歳。
マリア・タチバナ
大帝国劇場のスタアであり、霊力戦士。帝国華撃団花組のメンバー。花小路伯爵の護衛で紐育出張に向かう。
神崎すみれ（かんざき すみれ）
大帝国劇場のスタアであり、霊力戦士。帝国華撃団花組のメンバー。陸軍省に出向する鹿沼草十にハンカチーフを手向ける。
レニ・ミルヒシュトラーセ
欧州が誇る世界的スタアであり、霊力戦士。エリート集団・欧州星組のメンバー。本編直前に帝国華撃団花組に配属され、香港で藤枝かえでと同行。
ソレッタ・織姫（それった おりひめ）
欧州が誇る世界的スタアであり、霊力戦士。エリート集団・欧州星組のメンバー。本編直前に帝国華撃団花組に配属された。大河原一美とラジヲ・お台場放送局に出演中、軽戸安宅の襲撃を受け撃退。
米田 一基（よねだ いっき）
帝撃こと帝国華撃団の総司令。太正１４年、帝都の”火消し”として帝撃夢組を始めとする「草の根帝都防衛計画」を推進する。太正１４年５月、市ヶ谷陸軍司令部前で狙撃されたが、超人的な精神力、体力で見事復帰した。
藤枝かえで（ふじえだ かえで）
世界的な霊力防衛ネットワークである賢人機関の最優秀エージェント。あやめの妹。現・帝撃副司令。過去に独逸の秘密機関からレニを救出したことがある。星野晃三郎に会うまで副司令職を受けるかどうか迷っていた。
藤枝あやめ（ふじえだ あやめ）
かえでの姉。帝撃発足前からの米田の部下・同志であり帝撃副司令であったが、本編の１年前、太正１３年に亡くなっている。
高村 椿（たかむら つばき）
帝劇売店担当。帝劇三人娘と呼ばれる銀座・大帝国劇場の看板娘。 新型人型蒸気（輸送）計画のために吉田夫妻と共に上野から北上する。帝撃風組所属。
藤井かすみ（ふじい かすみ）、榊原由里（さかきばら ゆり）
帝劇事務担当。帝撃風組所属。大帝国劇場を襲撃した軽戸安宅を霊子水晶弾を詰めた軽機関銃で迎撃。
清流院 琴音（せいりゅういん ことね）、太田 斧彦（おおた よきひこ）、丘 菊之丞（おか きくのじょう）
”帝撃薔薇組”を名乗る「女性より女性らしい心を持つ」陸軍士官三人組。軍人会館において翔太＝道香を説得する。
森田 直樹（もりた なおき）
帝撃花やしき技師長。実質花やしきのナンバー２。元・神崎重工技師であり、霊子甲冑光武の原型「桜武」の開発者（の一人）でもある。 金子だった頃の吉田良馬の神崎重工における同僚。
野々村 春香（ののむら はるか）
帝撃養成所「乙女学園」の卒業生。つぼみの姉。現在練習生として帝撃乙女組に所属。東北線で真宮寺さくらと行動中に吉田良馬に出会う。
野々村 つぼみ（ののむら つぼみ）
帝撃養成所「乙女学園」所属。春香の妹。”スマイル”が口癖。花やしきにおける井村検閲官撃退作戦にはメイド姿のカフエー店員として参加。
真宮寺 鉄馬（しんぐうじ てつま）
仙台荒鷹神社の宮司。”破邪の血統”真宮寺の分家、広瀬真宮寺の頭である。本家の同様、密かに魔を狩り民を守る側に属する人物であり、刀鍛冶を生業とする。帝撃仙台支部のキーマン。
松本 タケシ（まつもと たけし）
東北帝国大学医学部に通う青年。真宮寺さくらの幼馴染であり、幼い頃、カミナリに撃たれ命をとりとめたことから医者になることを決意した。帝撃仙台支部の協力者。

### 軍部（海軍・陸軍）
山口 和豊（やまぐち かずとよ）
海軍大臣。型破りな言動で知られる。帝国歌劇団のファンであり、帝国華撃団構想の理解者でもある。入院中の米田を見舞い、帝撃の存続と敵対勢力対策を練る。
京極 慶吾（きょうごく けいご）
戦時、敵味方に多くの犠牲を強いながら大戦勲をあげ”戦神”と呼ばれた現・陸軍大臣。不世出の陰陽師。”軍部による国家統治”という過激な思想を持論とし、一部青年将校に熱狂的な支持がある。
天笠 士郎（あまがさ しろう）
陸軍少佐。軍内でも過激派として知られている。大江戸大空洞を目撃してしまった鈴野十浪を追う。
関本 完治
陸軍（特務）准尉。 京極慶吾が推し進めた日露大戦の奉天戦で兄を亡くしている。
井村 一（いむら はじめ）
陸軍中尉。特別検閲官。かつて大河原一美の部下でもあった。大江戸大空洞を目撃してしまった鈴野十浪を追及するが、太正１４年６月、殉死。

### 貴族院議員
花小路 頼恒（はなこうじ ありつね）
伯爵。貴族院議員。世界的な霊力（者）監視機関である秘密組織”賢人機関”の幹部。
鹿沼 草十（かぬま そうじゅう）
子爵。貴族院議員。無骨ながら神崎すみれを熱烈に恋い慕う青年貴族。花小路の命を受け、貴族院派遣監察官として陸軍省に赴任、大臣・京極慶吾の行動を監視する。

### 神崎重工経営者・技師
神崎 忠義（かんざき ただよし）
すみれの祖父。日本有数の大財閥の総帥であり、日本における人型蒸気の独占的な技術開発を柱とし、裸一貫から華族にまで成り上がった立志伝中の人物。敵の人型蒸気の分析結果により帝撃から距離をおくこと、すみれの政略結婚を決断する。
永田（ながた）技師
神崎重工技師であり、霊子甲冑光武の原型「桜武」の開発者（の一人）。現在、陸軍技術工廠に技術主任として出向中。
高田技師
神武開発に際し、陸軍から神崎重工に出向してきた技師。
種井技師
神武開発に際し、陸軍から神崎重工に出向してきた技師。

### 関連する人物
星野 晃三郎
北多摩郡の氷川神社宮司。星野道香の父。魔術・科学全般にわたり広い知識をもつ。
長曽我部 崇（ちょうそかべ たかし）
太正１４年現在、帝都最大のラジヲ”お台場放送局”の司会を真宮寺さくらと共につとめる人物。太正１２年には故・藤枝あやめとコンビを組んでいた。関本完治らに襲われた大河原一美を助ける。
軽戸 安宅（かると あたか）
かつての魔物研究家。太正１４年４月より”人魔”と化して”帝撃”ならびに”草の根帝都防衛”の有志達の前にたびたび出没する。
影”人魔”
さる人物により、日本に招かれた魔物。元は人間であり、南米の伝説的な呪術師であったという。

## 各話リスト
各話は太正十四年の一月から十二月の月ごとの章に分割されており「月の陰暦名」から始まるタイトルになっている。
| 月     | タイトル                                                 | 前後編 | 語り手                 | 主な登場人物                       | ロケ地                                 |
| ------ | -------------------------------------------------------- | ------ | ---------------------- | ---------------------------------- | -------------------------------------- |
| 一月   | 睦月 明くる年の譚（はなし）                              | 前編   | 鈴野十浪               | 星野道香、高村椿                   | 日比谷公園、銀座・和光（旧服部時計店） |
| 一月   | 睦月 明くる年の譚（はなし）                              | 後編   | 上：なし、下：鈴野十浪 | 米田一基、加山雄一                 | 神田・ニコライ堂、 日比谷公園内ロッジ  |
| 二月   | 如月 北多摩・竹林                                        |        | なし                   | 藤枝かえで、星野晃三郎             | 東久留米・竹林公園（ちくりんこうえん） |
| 二月   | 如月 東北線・田端～上野                                  |        | 吉田良馬               | 真宮寺さくら、野々村春香           | ＪＲ田端駅                             |
| 二月   | 如月 赤坂・三分坂                                        |        | 鈴野十浪               | 加山雄一、天笠士郎                 | 赤坂・三分坂                           |
| 二月   | 如月 王子・名主の滝                                      |        | 甍翔太                 | 桐島カンナ                         | 王子・名主の滝                         |
| 三月   | 弥生 浅草花やしき・カフエーテラス                        | 前編   | 鈴野十浪               | 井村一、加山雄一                   | 浅草花やしき                           |
| 三月   | 弥生 浅草花やしき・カフエーテラス                        | 後編   | 鈴野十浪               | 野々村つぼみ、井村一               | 浅草花やしき                           |
| 三月   | 弥生 浅草花やしき・観覧車                                |        | なし                   | 李紅蘭、森田技師                   | 浅草花やしき                           |
| 三月   | 弥生 隅田川河畔・長命寺                                  |        | 二階堂茜               | アイリス、星野道香                 | 向島・長命寺 (墨田区)                  |
| 四月   | 卯月 上野恩賜公園・桜雲                                  |        | 大河原一美             | 軽戸安宅                           | 上野恩賜公園                           |
| 四月   | 卯月 所沢・陸軍飛行場                                    |        | なし                   | マリア・タチバナ、花小路頼恒       | 所沢航空公園                           |
| 四月   | 卯月 品川・廃寺                                          | 前編   | なし                   | 星野道香、甍翔太                   | 品川・時宗音響山善福寺                 |
| 四月   | 卯月 品川・廃寺                                          | 後編   | なし                   | 有田すず、レニ・ミルヒシュトラーセ | 品川・時宗音響山善福寺                 |
| 五月   | 皐月 横浜・三溪園                                        |        | なし                   | 神崎すみれ、鹿沼草十               | 横浜・三溪園                           |
| 五月   | 皐月 日光二荒山秘録                                      | 前編   | 鈴野十浪               | 二階堂茜、加山雄一                 | 日光                                   |
| 五月   | 皐月 日光二荒山秘録                                      | 後編   | 鈴野十浪               | 星野晃三郎、二階堂茜               | 日光                                   |
| 五月   | 皐月 横浜・神崎重工本社                                  |        | なし                   | 森田技師、神崎忠義                 | 本牧港／コンビナート                   |
| 六月   | 水無月 九段・軍人会館                                    |        | なし                   | 薔薇組、翔太＝道香                 | 九段会館                               |
| 六月   | 水無月 本郷・大帝国大学 赤門                             |        | なし                   | 大河原一美、ソレッタ・織姫         | 東京大学赤門                           |
| 六月   | 水無月 小石川植物園                                      |        | なし                   | 鹿沼草十、京極慶吾                 | 小石川植物園                           |
| 六月   | 水無月 千駄木・枇杷橋                                    |        | なし                   | 中野マキ子、後藤菊花               | 千駄木・枇杷橋跡                       |
| 六月   | 水無月 市ヶ谷・第一師団内陸軍病院                        |        | なし                   | 米田一基、山口和豊                 | 市ヶ谷・防衛庁前                       |
| 七月   | 文月 深川・富岡八幡宮                                    | 前編   | なし                   | 後藤菊花、影”人魔”                 | 富岡八幡宮                             |
| 七月   | 文月 深川・富岡八幡宮                                    | 後編   | なし                   | 翔太＝道香、後藤菊花               | 富岡八幡宮                             |
| 七月   | 文月 赤坂・日枝神社                                      | 前編   | なし                   | 鈴野十浪、加山雄一                 | 赤坂・日枝神社                         |
| 七月   | 文月 赤坂・日枝神社                                      | 後編   | なし                   | 鈴野十浪、加山雄一                 | 赤坂・日枝神社                         |
| 八月   | 葉月 東北線・上野～郡山                                  |        | 吉田良馬               | 高村椿、米田一基                   | 東武線（栗橋～新栃木間）               |
| 八月   | 葉月 仙台・秋保大滝                                      |        | 吉田良馬               | 真宮寺鉄馬、松本タケシ             | 仙台、秋保大滝                         |
| 八月   | 葉月 銀座・煉瓦亭                                        |        | 有田勇助               | 藤枝かえで、有田すず               | 銀座・煉瓦亭                           |
| 八月   | 葉月 銀座・大帝国劇場                                    | 前編   | 二階堂茜               | 野々村つぼみ、軽戸安宅             | 横浜、開港記念館                       |
| 八月   | 葉月 銀座・大帝国劇場                                    | 後編   | なし                   | 藤井かすみ、榊原由里               | 横浜、開港記念館                       |
| 九月   | 長月 京橋區・有楽町                                      |        | 大河原一美             | 関本完治、長曽我部崇               | 有楽町ガード                           |
| 九月   | 長月 宮城・桔梗門                                        |        | なし                   | 米田一基、藤枝かえで               | 皇居・桔梗門                           |
| 九月   | 長月 栗橋・房川の渡し                                    | 前編   | なし                   | 甍翔太、星野道香                   | 栗橋・中田関跡                         |
| 九月   | 長月 栗橋・房川の渡し                                    | 後編   | なし                   | 後藤菊花、星野道香                 | 栗橋・中田関跡                         |
| 十月   | 神無月 今市・日光杉並木                                  |        | なし                   | 甍翔太、後藤菊花                   | 今市、日光杉並木                       |
| 十月   | 神無月 日光東照宮・陰陽門                                |        | なし                   | 後藤菊花、星野道香                 | 日光東照宮、陽明門                     |
| 十月   | 神無月 日光東照宮・奥社                                  |        | なし                   | 星野道香、軽戸安宅                 | 日光東照宮、億社                       |
| 十月   | 神無月 八鬼門封魔陣                                      |        | なし                   | 星野道香、甍翔太                   | お台場海浜公園                         |
| 十一月 | 霜月 太正十四年十一月九日 三宅坂・陸軍省                 |        | なし                   | 鹿沼草十、関本完治                 | 国会前庭洋式庭園                       |
| 十一月 | 霜月 太正十四年十一月九日 赤坂・第一師団歩兵第三連隊兵舎 |        | なし                   | 天笠士郎、長曽我部崇               | 旧・東京大学生産技術研究所             |
| 十一月 | 霜月 太正十四年十一月九日 浅草・帝撃花やしき工廠         |        | なし                   | 高村椿、森田直樹                   | 営団銀座線浅草駅                       |
| 十一月 | 霜月 太正十四年十一月九日 京橋區・銀座四丁目             |        | なし                   | 天笠士郎、加山雄一                 | 横浜、開港記念館                       |
| 十一月 | 霜月 太正十四年十一月九日 麹町區・丸の内                 |        | なし                   | 関本完治、甍翔太                   | ＪＲ東京駅                             |
| 十二月 | 師走 東京湾・海上                                        |        | 鈴野十浪               | 星野道香、甍翔太                   | 東京湾                                 |